# 레코드 컬렉터
레코드 컬렉터(영어: Record Collector)는 영국의 월간 음악 잡지이다. 1980년부터 발행되고 있다.

## 역사

### 초기
레코드 컬렉터의 첫 호는 1980년 3월에 출판된 것이지만, 그 역사는 더 거슬러 올라간다. 1963년 조니 딘이라 불리는 출판업자 션 오마호니는 공식 비틀즈 잡지인 비틀즈 북을 창간해다. 1969년에 폐간했음에도 비틀즈 북은 대중의 수요 때문에 1976년에 다시 복간하였다.
1970년대 후반까지 비틀즈 북에 실리는 작은 광고 섹션은 음반 수집가들이 연락을 취하고 비틀즈의 음반을 사고 팔거나 거래할 수 있는 수단으로 부상하였다. 1970년대에 음반 수집을 하는 수요하 늘어나는 것을 반영하듯 시간이 지나면서 광고에는 비틀즈와 관련 없는, 희귀한 음반에 관심이 있는 사람들이 대부분을 차지하였다. 이에 1979년 9월 비틀즈 북은 음반 수집 증보판과 함께 출판되었고, 1980년 3월 오마호니가 레코드 컬렉터를 별도의 잡지로 출시할 정도로 반응이 뜨거웠다.